# Tihomišje
Tihomišje (ili Tihomišlje) je bivše samostalno naselje s područja današnje općine Uskoplje, Federacija BiH, BiH.

## Povijest
Tihomišlje se spominje u izvješću fra Marijana Šunjića, apostolskog administratora Bosanskog vikarijata iz 1858. godine kada je ovdje živjelo 5 katoličkih obitelji s ukupno 54 duše.
Na austro-ugarskim popisima stanovništva iz 1879., 1885., 1895. i 1910. godine Tihomišlje je zabilježeno kao samostalno naselje. Na posljednjem popisu iz 1910. Tihomišlje je bila seoska općina pod koju su spadala i naselja Dražev Dolac, Duratbegović Dolac, Pernice i Tihomišlje.
Za vrijeme socijalističke BiH ovo je naselje pripojeno naselju Duratbegović Dolac.